# 草彅結
草彅 結（くさなぎ ゆい、1992年3月5日 - ）は、秋田県出身の日本の元バスケットボール選手である。ポジションはセンター。

## 人物
白岩小学校でバスケを始め、角館中学校を経て、神戸龍谷高校に進学。
卒業後、トヨタ自動車に入社。2013年引退。

## 経歴
- 神戸龍谷高校 - トヨタ自動車（2010年〜2013年）